# Файзиев, Абдулхак Раджабович
Абдулхак Раджабович Файзиев – геолог, специалист в области минералогии, кристаллографии, геохимии и полезных ископаемых, член-корреспондент Академии наук Республики Таджикистан, действительный член Европейской Академии естественных наук, заведующий лабораторией полезных ископаемых Института геологии, сейсмостойкого строительства и сейсмологии, профессор кафедры геологии и разведки месторождений полезных ископаемых, доктор геолого-минералогических наук.

## Биография
Родился 15 марта 1938 года в кишлаке Ёри Пенджикентского района Ленинабадской области Республики Таджикистан В 1954 г. поступил на естественный факультет Таджикского государственного университета.
Первые шаги в геологии сделал под руководством видного ученого-геолога О.К. Чедии  и Кухтиков, Михаил Михеевич
В 1959 году закончил университет, получил квалификацию инженера-геолога и был направлен на работу в Управление геологии Таджикистана, в Южно-Таджикскую геологоразведочную экспедицию

### Преподавательская и исследовательская деятельность
В 1960 года по приглашению заведующей кафедрой минералогии и петрографии естественного факультета академика С.М. Юсуповой занялся преподавательской деятельностью в Таджикском госуниверситете. Параллельно занимался геологической съемкой и разведкой. В процессе им было найдем три месторождения флюорита ( Тунихарв, Азрек, Саркори, Шариф)
В 1966 г. он был переведен на должность старшего преподавателя кафедры минералогии и петрографии. В том же году, без прохождения аспирантуры  защитил диссертацию на соискание ученой степени кандидата геолого-минералогических наук на тему “Минералогия и особенности генезиса флюоритовых месторождений Юго-Западного Каратегина (Южный Тянь-Шань)”в Институте геологических наук Академии наук Казахстана в г. Алма-Ате.
Утвержден в ученом звании доцента по кафедре минералогии и петрографии В 1968 г.
В 1976 избран членом Специализированного совета при институте геологии Академии наук Таджикистана по защите диссертаций на соискание ученой степени кандидата и доктора геолого-минералогических наук
В 1982 Был утверждён ВАК СCСР на должность профессора кафедры минералогии и петрографии.
В марте 1985 года А.Р. Файзиев был назначен и. о. декана геологического факультета Таджикского госуниверситета и в марте 1986 года был избран деканом. На этой должности он проработал до сентября 1996 года.
Избран членом-корреспондентом Академии наук Республики Таджикистан в 1996 году.
В 1997 году был назначен директором Института геологии Академии наук Республики Таджикистан и он проработал на этой должности до 2011 года. С 2011 г. А.Р.Файзиев является заведующим лабораторией полезных ископаемых Института геологии, сейсмостойкого строительства и сейсмологии АН РТ.

## Награды и признание
● Решением ХII съезда Российского минералогического общества был избран «Почетным членом Российского минералогического общества» (2015).
● В честь А. Р. Файзиева назван минерал Файзиевит, обнаруженный в ущелье Дараи Пиез Каротегинского хребта (2007)
● Член Европейской Ассоциации кристалографов (1989г)
● Председатель Таджикского отделения Союз Независимых Государств Термобарогеохимиков (1992)
● Почетный Член Российского Минералогического сообщества